# Bud Foster
Harold E. Foster, detto Bud (Newton, 30 maggio 1906 – 19 luglio 1996), è stato un cestista e allenatore di pallacanestro statunitense, membro del Naismith Memorial Basketball Hall of Fame dal 1964 in qualità di cestista.

## Carriera
Da cestista giocò nella squadra della Mason City High School; successivamente passò ai Badgers dell'Università del Wisconsin-Madison, dove militò dal 1927 al 1930. Con i Badgers perse solo 8 partite, a fronte di 43 vittorie.
Dopo il college militò in diverse squadre professionistiche di Milwaukee e Chicago, tra il 1934 ed il 1938.
Nel 1935 iniziò la carriera di allenatore nella propria alma mater. Rimase in carica come capo allenatore dei Badgers dal 1934 al 1959; vinse 3 titoli della Big Ten Conference (1935, 1941, 1947) ed un campionato di pallacanestro NCAA Division I (1941). Fu inoltre presidente della National Association of Basketball Coaches nel biennio 1955-1956.

## Palmarès
- Campione NCAA (1941)